# ホリア・シマ

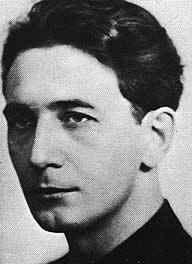
ホリア・シマ

ホリア・シマ（Horia Sima、1907年7月3日 - 1993年3月25日）は、ルーマニア王国の政治家であり、鉄衛団（大天使ミカエル軍団としても知られる）の指導者である。シマはまた、閣僚会議の副議長であり、イオン・アントネスクの国民軍団国家における事実上の共同指導者であった。シマは、1940年にゲオルゲ・タタレスクの下で教育省長官を、イオン・ジグルトゥの政権では短期間ながら宗教・芸術大臣を務めた。
1941年1月、シマはイオン・アントネスクとルーマニア軍に対する軍団の反乱を起こし、そのために死刑判決を受け、またブカレストではムンテニア史上最大かつ最も激しいユダヤ人に対するポグロムが行われた。反乱後、シマはドイツに逃れ、その後スペインに渡り、死ぬまでそこで暮らした。1946年、ルーマニア人民裁判所は、戦犯として再びシマに欠席裁判で死刑を宣告した。

## 経歴

### 政権掌握まで
シマは1906年7月3日にハンガリー王国フォガラス県トランシルヴァニア地方ムンドラ（現在のルーマニアのブラショフ県ムンドラ）でシルヴィアとゲオルゲ・シマの間に生まれた。1926年から1932年にかけて、ホリア・シマはブカレスト大学文学部と哲学部で学び、ルーマニアキリスト教学生同盟の評議員を務めた。 1932年からカランセンベシュの高校で論理、ラテン語、哲学の教師として働き始め、その後ルゴジ、そして最後にティミシュモアラの学校へ異動する。
学生時代の1927年10月、新しく結成された鉄衛団に入り、バナト地方を担当することになった。1930年代初頭、シマは鉄衛団のメンバーが農村で農民の間で運動を進める「人民の間の遠足」に参加し、1930年代にはセヴェリン県における軍団の主要な組織者となっていた。1935年にはティミシュオアラ地方の軍団長に昇進し、1937年のルーマニア総選挙ではセヴェリン県の候補者として立候補した。鉄衛団の創設者で指導者のコルネリウ・ゼレア・コドレアヌが投獄され、後に殺害されると1938年末にはシマが司令官になった。鉄衛団は当初、1938年4月にシマ、イオン・ベルゲ、イオルダチェ・ニコアラ、イオン・アントニュー、ラドゥ・ミロノヴィチを含む暫定指導部を結成したが、8月までシマはルーマニア政府によって投獄されていない唯一の指導者であり続け、結局彼は以前に確立した指導者階層を回避して鉄衛団の指導者となることを許されることとなった。彼が指導者になる前に、コドレアヌ（国王カロル2世の命令で殺害された）を含む鉄衛団のメンバーの一連の暗殺を受け、組織内と国全体の緊張が著しく高まっていた。
1939年初頭、シマはユーゴスラビア経由でナチス・ドイツに逃亡し、そこで多くのルーマニア人亡命者とともにクーデターを計画しようとしたが、この計画はドイツ警察によって発見され、多くの軍団員が逮捕されることになった。同年夏、彼は1939年9月21日にルーマニアの首相アルマンド・カリネスクの暗殺を準備・実行するために送り返され、カレネスクの殺害後、シマが率いる軍団員がルーマニアの国営ラジオ放送局を支配することになった。
シマと亡命中に結成されたヴァシレ・ノヴェアヌ率いる分派との間で軍団の指導権をめぐる権力闘争が起こった後、シマは短命だったゲオルグ・タタレスク政権によって教育省内の国務長官に任命されることになった。1940年7月4日、彼はイオン・ジグルトゥ内閣の公教育省次官、宗教・芸術大臣に就任し、他の2人の鉄衛団のメンバーと共に、この役職に就いた。シマはわずか4日でジグルトゥ内閣を辞任した。この内閣の下で、反ユダヤ主義はルーマニアの法律で成文化され、1940年8月9日までにルーマニア民族とユダヤ人の結婚は禁止され、ユダヤ人の公教育へのアクセスも禁止された。1940年8月30日に北トランシルバニアがハンガリーに分離独立（第二次ウィーン裁定として知られる）するとジグルトゥ政権は崩壊した。
この分離独立に先立つ1940年8月から、シマが支配する鉄衛団一派は、北トランシルヴァニアの譲歩に反発し、国王カロル2世に対するクーデターのための組織作りを始めた。シマはニコラエ・ペトラシュクとともに軍団員を組織し、武装させようとしたが、犠牲になることをいとわない約1000人の軍団員しか集めることができなかった。第二次ウィーン裁定の際、シマはドイツ当局を訪れ、枢軸国側の民族主義政府を樹立しようとしたが、成功せず退去した。9月までに彼は配布用のマニフェストを作成し、クーデターの日付を9月3日に設定していた。人手不足のため（1000人の軍団員のうち500人しか参加しなかった）クーデターは計画通りに実行されず、軍団員と警察官がブラショフ、コンスタンツァ、ブカレストなどの中心部で銃撃戦と衝突し、終盤に軍団員のほとんどが降伏している。クーデターは失敗に終わったが、カロル2世に対する多くの抗議行動に拍車をかけ、9月4日までに国王はイオン・アントネスク将軍を首相に任命し、蜂起を食い止めた。

### 内閣の大臣として
1940年9月、カロル2世は退位し、鉄衛団はイオン・アントネスク将軍と緊迫した政治同盟を結び、国民軍団国と呼ばれるようになった。この時、シマは亡命先から正式に帰国し、新政府の副首相として権力を握るとともに、ルーマニアにおける鉄衛団の指導者としての活動を再開することができた。シーマは5人の軍団員を国民軍団国家の大臣に任命し、軍団員はルーマニアの各行政区域の県知事として指導的役割を担った。1940年夏、ナチの保護者が密かに実施したルーマニア領土割譲は、彼に外国人嫌悪と反ユダヤ主義の攻撃の波を引き起こすための口実を提供することになった。政府のメンバーとして、シーマは直ちにユダヤ人と競合する政治家の一連の残忍なポグロム、暗殺、土地没収を開始した。
シマとアントネスクの協力の下、ルーマニアでは緊張と問題が生じ始め、アントネスクは鉄衛団への不満を募らせ、シーマに「...秩序と合法性を求める時だ」、軍団員は「好きな時に大臣との謁見を要求することは許されない」と告げた。ブカレストのインフラは崩壊し始め、11月の地震の後、首都では多くの死者と建物の破壊が起こり、政府の無秩序がさらに露呈された。1940年末には、物価は大きく変動し、農作物は不作となり、生産量は前年比70%減となった。市民や軍団員の不満はシマに集中し、コルネリウ・コドレアヌの父イオン・ゼレア・コドレアヌはシマを「ステレスクの魂が宿った悪魔」（反体制派軍団員ミハイ・ステレスクのこと、コルネリウ・コドレアヌ暗殺を企てたとされる）と称するようになった。シマは鉄衛団内の反対意見に対して、コルネリウ・ゼレア・コドレアヌの兄弟や父親を含む多くの著名な軍団員を軟禁した。 不満を持つ軍団員のグループと共に、コドレアヌは鉄衛団のブカレスト本部であるカサ・ベルデを占拠して一揆を企て、コドレアヌは、鉄衛団を解散した。また、多くの軍団員がシーマの暗殺を要求した。鉄衛団内ではすぐに故コルネリウ・ゼレア・コドレアヌの反逆罪を晴らす運動が起こり、彼の遺体が掘り起こされた。
ホリア・シマとイオン・アントネスクの両名は、ルーマニアの両首脳の関係を調停し、ドイツとルーマニアの関係について話し合うために、ドイツ政府からオーバーザルツベルクに招待され、アドルフ・ヒトラーと会談した。シマは、飛行機での移動が不安であることと、両首脳が国外に出るのは不適切であると考え、会談への出席を拒否した。そのため、アントネスクは1941年1月14日、単独でヒトラーと会談した。1月17日までに、ヒトラーの後押しでアントネスクとシマの関係は消滅し、将軍はシマを糾弾し、「反国家的態度」を維持していると非難する公開書簡を発表している。
1941年1月、アントネスクによる弾圧に不満を募らせた鉄衛団は、3日間にわたる反乱を起こした。アントネスクは、アドルフ・ヒトラーにルーマニア政府の軍事部門と鉄衛団のどちらかを選ぶように促した。この権力闘争と並行して行われたブカレストでのポグロムでは、鉄衛団はシナゴーグを破壊し、ユダヤ人の家や店を破壊し略奪し、121人のユダヤ人を殺害し拷問した（さらに小さな町、特にプロイエフティとコンスタンツァで30人が新たに殺害された）。ユダヤ人に対する広範な拷問とレイプに加えて、軍団運動は、ブカレストの屠殺場で、5歳の少女を含む5人のユダヤ人の腹を切り、内臓を取り出し、フックに吊るし、「清浄な肉」と書かれたプラカードを首にかけた（ユダヤ教が肉を血抜きにする風習をなぞらえた）。フランクリン・ミット・グンター（当時の駐ルーマニア公使）によれば、「60体のユダヤ人の死体が死体用のフックで発見された。彼らはすべて皮を剥がされ...その血の量は彼らが生きたまま皮を剥がされたことを示す証拠であった」と述べている。

### 亡命
クーデター鎮圧後、アントネスクによって投獄された多くの軍団員とは異なり、シマは投獄を免れた。ブカレストのシケルハイトディエンスト本部に秘密裏に収容され、1月23日にルーマニアのゲシュタポ代表の家に身を隠したが、すぐにブカレストの妹の家に移された。シマは、他の多くの隠された軍団員と共に、ブルガリアを経由してドイツに向かうためにルーマニアを離れることができた。そして、ベルリンのアホールナレーにある別荘に入れられ、近くのベルケンブリュックに軍団員の大きなグループが住んでいた。最初はベルリンで自由に行動していたが、シマとその仲間は1941年4月19日にベルケンブリュックに移され、厳しい監視下に置かれた。一方、ルーマニア当局は彼の永久追放を保証するために欠席裁判で12年の重労働を宣告した（1941年6月16日）。
1942年、彼は脱走してイタリアに逃げ込んだが、すぐにガレアッツォ・チアーノの命令でドイツに送還されることになった。1942年12月26日の政治日誌で、チアーノは「（シマは）偽のパスポートでドイツを脱出したので、ヒムラーは彼の引渡しを要求している。私としては、特に彼がここにいるとアントネスクとの間に摩擦が生じるので、すぐに彼の引き渡しを許可するようドゥーチェに進言した。そうすれば、あらゆることを考慮しても、ペテン師が一人減ることになる」と書いている。イタリアに渡り、ドイツと締結した亡命軍人の政治活動を制限するための契約に従わなかったシマと他の亡命者は、ブッヘンヴァルト強制収容所の、鉄衛団のメンバーのために特別に設けられた人道的区画に投獄された。 1943年10月までに、シマは再び、今度は終身重労働、1万レイの罰金、5年の矯正投獄を言い渡された。
ブッヘンヴァルトに収容されている間、シマは、彼の政策から距離を置き、彼の国や運動の運営方法を認めないといういくつかの軍団員のグループの反対に直面し、彼らを区別するようドイツの監督官に訴えるようになった。国民軍団国下の国家財政部次官を務めた軍閥の重鎮コンスタンチン・パパナースは、後にシマを「テロリスト」と評し、「...人脈を利用し悪用した」と指摘した。軍団員は次第に、コドレアヌの死についてシマの鉄衛団の指導を非難し始め、1938年の司令官としての彼の以前の行動を「テロリスト的」かつ「騒々しい」として引用した。 この論争は、鉄衛団の政治的遺産に今も存在する分裂を強化するものであった。1943年までに、鉄衛団（当時はドイツのロストックに亡命中）は、シマを正当な指導者と見なす軍団員を除いて、別々の指導者を持つ少なくとも3つの異なるグループに分裂した。シマは1943年4月にザクセンハウゼン・オラニエンブルクに移送され、1944年8月まで独房で収容されることになった。
1944年8月にルーマニアが連合国側に寝返ると、シーマは釈放され、ウィーンで親ナチスの傀儡亡命政府を作るよう指示され、ドイツのラジオを通じてファシストの大隊に指示を放送することになった。 ソ連の攻勢が止まらないとわかったため、彼はヨセフウェーバーという名でアルタウッセに逃れた。パリ、イタリア、最後にスペインに住み、1946年にルーマニアで死刑判決を受けた。

### 戦後
亡命中、鉄衛団の指導者問題は依然として顕著な問題であり、今やバラバラとなった鉄衛団は内紛と派閥争いに明け暮れていた。1954年1月、非嫡出子[[]]の存在をめぐる私生活の論争が起こった後、シーマはヴァトラ誌に掲載された13ページの文書を通じて、正式に公的に軍団運動から「勘当」された。1948年11月6日、アルゼンチンに亡命中のルーマニア人であるマルダリー・ポピンチウクは、シマがフランスにいる間に「B」とだけ特定された仲間の軍人の子を隠し子にしていたと主張する手紙を軍団の指導者に転送したが、その子の母親と他の多くの軍団員によって支持された主張であった。この疑惑の妥当性は不明であるが、ヴァトラでの告発の公表は、他の政治的緊張と並んで、多くの軍団兵の辞任を引き起こし、オヴィディウ・ガイアナの指導の下、「モーツァ・マリン」という新しい派閥の設立を引き起こした。 この分裂と「モー・ツァ・マリン」グループの形成に加えて、シマの政治と政策をめぐる論争が存在した。ある分派はシマのリーダーシップを「反動的」で「失敗に終わる」と非難し、さらに多くの異なるグループが、相反する思想、戦術、リーダーを形成した。
1990年代まで、シマは反共主義の主流のイデオロギーとのつながりを形成しようとし、自由世界に対する軍団兵の忠誠を主張していた。党は共産主義ルーマニアの非難を志向し、シマはスペインに亡命して思想的文学を出版し続け、「Țara și Exilul」（「国家と亡命」）と題する月報はイスラエル、オーストラリア、ドイツ、アメリカでの読者を獲得した。 1949年から、アメリカは、社会主義政府を弱体化させるために、鉄衛団のメンバーをルーマニアにパラシュートで送り込むNATOのミッションに資金援助している。 シマと他の亡命警備隊員は、ヤロスラフ・ステツコ率いる反ボルシェビキ・ブロック・オブ・ネーションズや世界反共産主義同盟に参加していた。 スペインでは、シマはルイス・カレロ＝ブランコやブラス・ピニャールなどのフランコ主義者やファランジスタの政治家と親しい関係を築いている。
1974年に妻のエルヴィラが亡くなった後、シマは同じ鉄衛団の亡命者であるゲオルゲ・コステアとマドリードに居住し、2人は出版や寄付による資金を収入としていた。 1970年代以降、シマはブラス・ピニャールのFuerza Nueva Editorialを通して一連の反共産党、反メイソン、反ユダヤ主義の書籍を出版している。
シマは1993年5月25日にマドリードで86歳で亡くなり、スペイン・バルセロナ近郊のトレデンバラで妻エルヴィラ・シマの近くに埋葬されたと伝えられているが、死亡地はドイツのアウグスブルクとする資料もある。